# Clima de la India
|  | E | (ETH) |  |
|  | C | (Cwa) |  |
|  | A | (Aw)  |  |
|  | A | (Am)  |  |
|  | B | (BSh) |  |
|  | B | (BWh) |  |

Zonas climáticas de la India (clasificación de Köppen):

El clima de la India varía ampliamente. Su situación geográfica y geológica le permiten tener zonas tropicales y subtropicales, zonas templadas y zonas alpinas... Ya que el océano Índico y la presencia del Himalaya (que se encuentra en el norte del país, en la frontera con China, Nepal, y Bután) influyen mucho en la configuración del mapa de los climas en el país, en la India los ciclones tropicales y otros tipos de tormentas puede traer grandes cantidades inusuales de precipitaciones en determinadas partes del año.
De esta forma, en la India es posible encontrar climas fríos de alta montaña (con nieve y glaciares) a unos cuantos decenas o centenares de kilómetros de los climas más calurosos de la llanura Indo-Gangética. 
India tiene seis estaciones:
- Primavera: (वसंत = vasant) del 22 de marzo al 21 de mayo.
- Verano o “los calores”: (गरीषम = grishm) del 22 de mayo al 22 de julio.
- Monzón o “las lluvias”: (वरषा = varṣhâ) del 23 de julio al 22 de septiembre.
- Otoño: (शरद = sharad) del 23 de septiembre al 21 de noviembre.
- Invierno: (हेमंत = hemant) del 22 de noviembre al 20 de enero.
- Rocío: ( िशिशर = shishir) del 21 de enero al 21 de marzo.

## Clima por estaciones

### Invierno
Los meses de diciembre a marzo comprenden el invierno en el clima de la India, es cuando más frío hace (sobre todo diciembre y enero).  Por ello, aunque la temperatura normalmente no baja de 4/5 grados por la noche, sí que se nota el frío. Por el día sube a entre 15 y 20 grados.
Las noches en el desierto del Thar son bastante frías. Un suceso meteorológico reseñable del clima en la India durante estos meses es la aparición de niebla, principalmente en el norte. El clima de la India en el sur, en cambio, es suave y moderado.

### Verano o pre-monzón
Entre abril y junio es la época del año en la India donde en hace mayor calor. En el sur y oeste es abril el mes más caluroso y en el norte es mayo. Las temperaturas medias máximas oscilan habitualmente entre los 32 y los 40 °C, con muchos días pasando los 45.

### Monzón o temporada de lluvias
Dura entre julio y septiembre. Destaca por el monzón húmedo proveniente del suroeste, que recorre el país empezando por el sur desde finales de mayo. A finales de septiembre empiezan a reducirse las lluvias en el norte y va retrocediendo hacia el sur.
Normalmente el norte recibe menos precipitaciones que el sur.
La zona sureste se puede ver afectada por monzones durante más tiempo y se suelen alargar durante octubre y noviembre, recibiendo menos lluvias entre junio y septiembre. Existe la posibilidad de lluvias torrenciales algunos días que suelen durar minutos u horas y después vuelve a salir el sol.

### Post-monzón u otoño
Dura los meses de octubre y noviembre. La mayor parte del país no tiene lluvias aunque Tamil Nadu recibe el monzón del sureste. Los meses de octubre, noviembre y hasta mediados de diciembre gozan de un clima suave y moderado. y